# Cala Vedella
La Cala Vedella és la badia més occidental de l'illa d'Eivissa, entre els calons d'en Real i de s'Oratge. Es troba encaixonada entre penya-segats, com sa Torrassa, a tramuntana i envoltada per pujols coberts de pinedes on fondegen petites embarcacions tot l'any, sent un lloc ideal per a caminants pels seus paisatges i frondosa vegetació. És una cala àmplia, de sorra fina, amb fons arenosos i algues i inclinada en el seu tram final fins a tocar la vora de l'aigua.
És una cala amb poca profunditat que assegura la seguretat i diversió amb els nens, per això és molt popular entre famílies i parelles, a més disposa d'una bona selecció de restaurants, bars i botigues que conformen la petita localitat turística de Cala Vadella.
La badia és un lloc molt desitjat per a fondejar els vaixells privats per ser una badia prou abrigada als vents dominants amb una sonda d'1,5 m. Moltes parelles venen expressament a aquesta platja per a gaudir de romàntics capvespres des del casc de la seva embarcació. La seua profunditat oscil·la entre vuit i 21 m.
Es poden practicar les següents activitats nàutiques: velomars, bussejo. Disposa dels serveis: hamaques, ombrel·les, restaurants, bars, botiges, dutxes. Es localitza a 10 minuts amb cotxe des de Sant Josep de sa Talaia per la carretera PM803, ben senyalitzada. S'arriba també amb bus durant l'estiu amb la línia L26, des-de Sant Josep i Sant Antoni de Portmany, i en hivern amb la línia 42B, des-de Sant Josep. Hi ha zona d'aparcament però en temporada alta s'ompli ràpidament i és difícil trobar un lloc. Disposa de restaurants, bars i botigues de fàcil accés així com dutxes en la platja.